# 東洋観光グループ

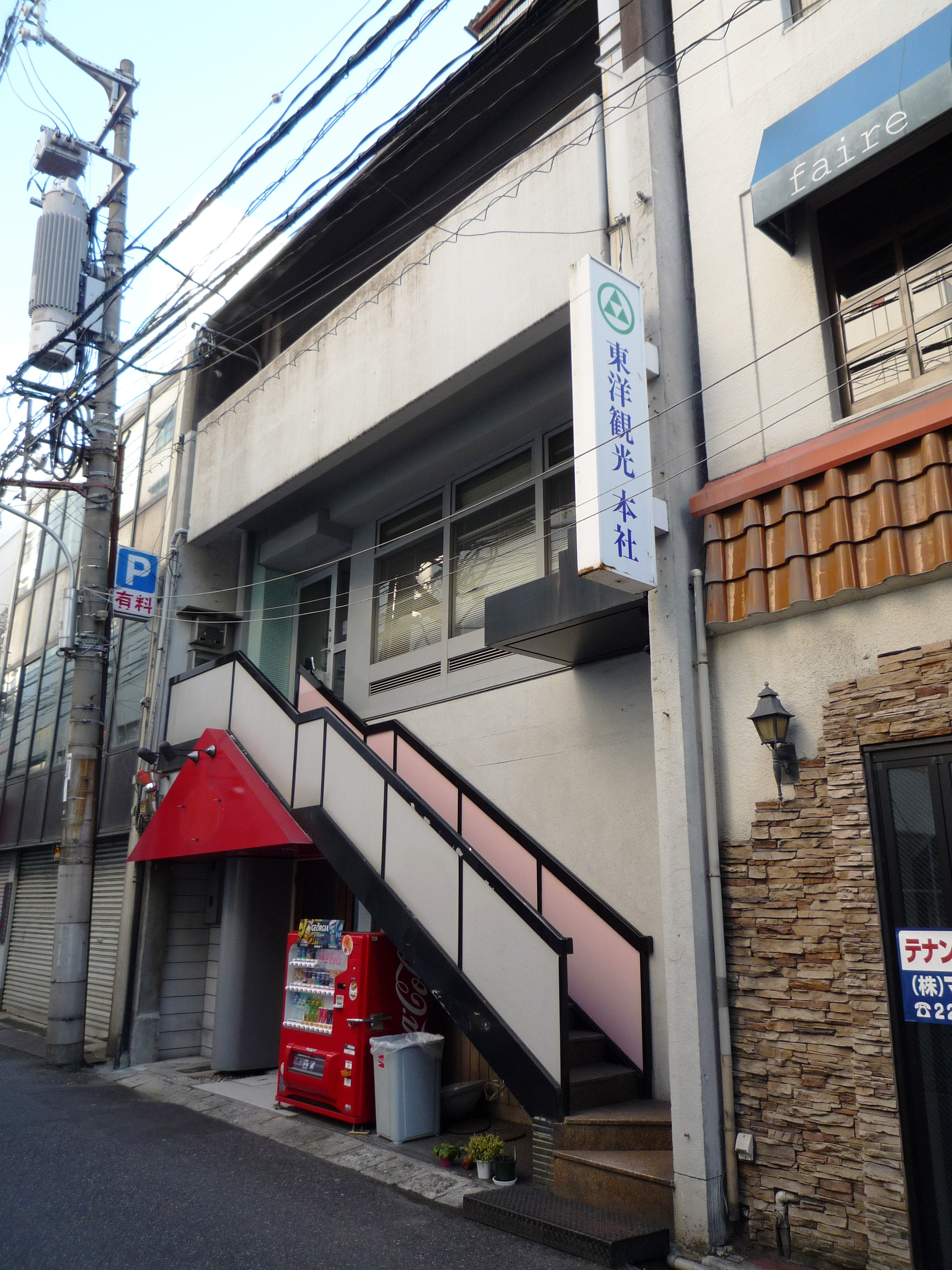
旧・東洋観光グループ本社

東洋観光グループ（とうようかんこうグループ）は、広島県広島市中区に本社を置く企業集合体。正式な企業名は東洋観光株式会社で、単に東洋観光とも呼ばれる。
なお、京急グループで貸切バスを運行する東洋観光（神奈川県）や、東洋バスグループで旅行業を営む東洋観光（千葉県）とは無関係。

## 概要
1954年創業。展開している事業は、ホテルの他に飲食、冠婚葬祭、不動産など多岐にわたる。

## 展開している事業

### 人材サービス
- キャッツハンズ

### ホテル
- ひろしま国際ホテル - 2024年5月15日に57年間の営業を終了し[2]、2027年夏に新ホテルが開業する予定[2]。
- 広島サンプラザ

### レストラン・飲食店
- えびすの宴
- 豆匠広島
- お好み焼徳川
- ごはんや
- 博多屋台一竜
- からたちの花

### お弁当・仕出し・デリカ
- グルメサービス
- 東洋食材協同組合

### 介護
- 日本基準寝具
  - エコール事業部

### トータルクリーンサービス
- 西日本リネンサプライ（リースキン）

### 冠婚葬祭互助会
- 三慶会

### 葬祭
- 広島セレモニー

中央斎場は閉鎖

### 保険業・寝台患者輸送サービス
- アイロジクス

### 不動産売買・貸借仲介
- 東光開発